# Anwar, Chincholi
Anwar là một làng thuộc tehsil Chincholi, huyện Gulbarga, bang Karnataka, Ấn Độ.